# Philothermopsis loebli
Philothermopsis loebli là một loài bọ cánh cứng trong họ Cerylonidae. Loài này được Slipinski miêu tả khoa học năm 1980.